# Distance (Skoop On Somebodyのアルバム)
『Distance』（ディスタンス）は、Skoop On Somebodyが2011年11月30日に発売した10枚目のオリジナル・アルバム。

## 概要
2人体制初のオリジナル・アルバム。
「アメウタ ep.」に収録された「恋雨 feat. WHEE」「Summer Precious!」は収録されていない。
AI、KUREI（キマグレン）、安岡優、畠山美由紀ら多くのゲストミュージシャンを迎えている。

## 収録曲
1. Soul Parade
  - 作詞：S.O.S.　作曲：S.O.S.・GIRA MUNDO　編曲：GIRA MUNDO
2. ANOTHER LIFE feat. KUREI (from キマグレン)
  - 作詞：KUREI　作曲：ISEKI・S.O.S.　編曲：GIRA MUNDO
3. ベストショット feat. JiN
  - 作詞：S.O.S.作曲：JiN　編曲：JiN・川嶋フトシ
4. On & On feat. H-Slang
  - 作詞：JiN・H-Slang　作曲・編曲：JiN
5. Forever 〜君とだったら feat. AI
  - 作詞：S.O.S.　作曲：JiN　編曲：JiN・川嶋フトシ
6. 遠くても 遠くても
  - 作詞：槇原敬之・S.O.S.　作曲：槇原敬之・S.O.S.・YANAGIMAN　編曲：YANAGIMAN
7. どんなに離れても
  - 作詞・作曲・編曲：川口大輔
8. 椛 〜momiji〜
  - 作詞：市川喜康　作曲：S.O.S.　編曲：河野圭
9. 話を聞かせて feat. 畠山美由紀
  - 作詞：小林夏海　作曲・編曲：S.O.S.
10. 明けの明星
  - 作詩：安岡優　作曲・編曲：S.O.S.・太田貴之
11. 秋恋
  - 作詞：新堂冬樹　作曲：清水昭男　編曲：鈴木雅也
12. 君がキミである証
  - 作詞：市川喜康　作曲・編曲：S.O.S.
13. Long Slow Distance
  - 作詞・作曲・編曲：S.O.S.

### 初回生産限定盤DVD
1. 椛 〜momiji〜 (Music Video)
2. 秋恋 (Music Video)
3. どんなに離れても (Music Video)
4. ANOTHER LIFE feat. KUREI (from キマグレン) (Music Video)
5. アキウタ ep. TV SPOT
6. ユキウタ ep. TV SPOT
7. ANOTHER LIFE feat. KUREI (from キマグレン) TV SPOT
8. ANOTHER LIFE feat. KUREI (from キマグレン) 〜Music Video Document〜